# قليان كلا (دشت سر)
قلیان کلا (بالفارسية: قلیان‌کلا) هي قرية تقع في إيران في قسم دشت سر الريفي. يقدر عدد سكانها بـ 243 نسمة بحسب إحصاء 2016.